# Atlético Sanluqueño Club de Fútbol
L'Atlético Sanluqueño Club de Fútbol és un club de futbol d'Espanya, de la localitat de Sanlúcar de Barrameda, de la província de Cadis. Va ser fundat el 1948. La seva seu actual és l'Estadi El Palmar. Actualment, juga a la Primera Divisió RFEF.

## Història
L'Atlético Sanluqueño C. F. va ser fundat el 1948, tot i que la seva inscripció en competicions oficials es va produir el 1951. El seu debut en la categoria nacional, concretament a la Tercera Divisió, es va produir en la temporada 1958-59. La temporada 1986-87, sent president Luis Merino i entrenador José Enrique Díaz, va aconseguir ascendir a la Segona Divisió B. Va descendir a Tercera Divisió la temporada 1991-92.

## Uniforme
- Uniforme titular: samarreta verda i blanca, pantaló blanc (negre quan és blanc el del rival) i mitgetes verdes.
- Uniforme alternatiu: Samarreta daurada, pantaló negre i mitgetes negres.

L'uniforme de l'Atlético Sanluqueño està basat en el del Real Betis Balompié. Sembla que l'equip, en els seus orígens, va rebre un joc d'aquestes equipacions per mediació d'un directiu que tenia bones relacions amb el club.

## Dades del club
- Temporades a Primera Divisió: 0.
- Temporades a Segona Divisió: 0.
- Temporades a Segona Divisió B 7
- Temporades a Tercera Divisió: 36
- Millor posició a la lliga: 3º (Segona Divisió B, temporada 1988-89).